# Rileya gigas
Rileya gigas är en stekelart som beskrevs av Subba Rao 1978. Rileya gigas ingår i släktet Rileya och familjen kragglanssteklar. Inga underarter finns listade i Catalogue of Life.